# 氏野博隆
氏野 博隆（うじの ひろたか：1955年1月23日 - ）は、日本の元ラグビー選手。大阪府出身。

## 経歴
天理高校で日本一を経験し、同志社大学に入学、大学在籍中に日本代表に選出され、1976年のカナダ遠征で初キャップを獲得。
社会人では、東京三洋電機（現パナソニック）入社、ラグビー部に在籍。日本代表としては6年間で12キャップを獲得。出場した１２試合のうち、11番左ウイングとして9試合、14番右ウイングとして3試合に先発出場。切れのあるステップワークと俊足で1980年にはウェールズ100年祭に世界選抜の一員として参加した。
東京三洋電機では、引退までに全国社会人大会で3度の準優勝に輝いた。
引退後は天理大学のスカウトも担当している。

## 関連人物
- 南川洋一郎
- 斎藤功
- 村口和夫
- 戸嶋秀夫
- 豊田偉明